# Batesville (Texas)
Batesville es un lugar designado por el censo ubicado en el condado de Zavala en el estado estadounidense de Texas. En el Censo de 2010 tenía una población de 1.068 habitantes y una densidad poblacional de 69,68 personas por km².

## Geografía
Batesville se encuentra ubicado en las coordenadas 28°57′9″N 99°37′46″O / 28.95250, -99.62944. Según la Oficina del Censo de los Estados Unidos, Batesville tiene una superficie total de 15.33 km², de la cual 15.32 km² corresponden a tierra firme y (0.05%) 0.01 km² es agua.

## Demografía
Según el censo de 2010, había 1.068 personas residiendo en Batesville. La densidad de población era de 69,68 hab./km². De los 1.068 habitantes, Batesville estaba compuesto por el 85.21% blancos, el 0.28% eran afroamericanos, el 0.19% eran amerindios, el 0% eran asiáticos, el 0% eran isleños del Pacífico, el 13.39% eran de otras razas y el 0.94% pertenecían a dos o más razas. Del total de la población el 95.32% eran hispanos o latinos de cualquier raza.

## Educación
El Distrito Escolar Independiente y Consolidado de Uvalde (UCISD por sus siglas en inglés) gestiona la Escuela de Batesville (grados K-6). Las escuelas secundarias de UCISD, Morales Junior High School en Uvalde y Uvalde High School, sirven Batesville.
La primera escuela de Batesville abrió en 1884. Originalmente estudiantes asistieron la Escuela Preparatoria de Batesville, pero en 1949 comenzaron a asistir a la escuela preparatoria en Uvalde. El distrito escolar de Batesville fusionó con el distrito escolar de Uvalde en 1973.